# Jižní Chan
Říše Jižní Chan (čínsky pchin-jinem Nán Hàn, znaky zjednodušené 南汉, tradiční 南漢) byla v letech 917–971 jedním z jihočínských států období Pěti dynastií a deseti říší. Rozkládala se na jihu Číny, v moderních provinciích Kuang-tung a Kuang-si. Vznikla roku 917, když si Liou Jen, ovládající zmíněný region, dosud formálně uznávají svrchovanost severočínské říše Pozdní Liang, přisvojil císařský titul a svůj stát pojmenoval Velká Jüe (čínsky pchin-jinem Dà Yuè, znaky 大越). Následujícího roku zemi přejmenoval na Velká Chan (čínsky pchin-jinem Dà Hàn, znaky 大漢), historiky je pro odlišení od jiných čínských stejnojmenných států nazýván Jižní Chan. Říše Jižní Chan trvala do roku 971, kdy podlehla invazi říše Sung.

## Historie
Ke konci říše Tchang autorita její vlády klesala a povstání Chuang Čchaoa v letech 874–884 ještě více oslabilo moc ústředních úřadů. V následujících desetiletích regionální vojenští guvernéři ťie-tu-š’ spravovali svěřená území prakticky nezávisle. Moderní provincii Kuang-tung včetně Kantonu ovládal Liou Jin, od roku 905 s titulem ťie-tu-š’ vojenského kraje Čching-chaj. Roku 907 obdržel od Ču Wena, císaře říše Liang, titul knížete komandérie Ta-pcheng, roku 909 knížete z Nan-pching a následující rok knížete z Nan-chaj. Po smrti Liou Jina roku 911 převzal jeho území a úřady jeho bratr Liou Jen, který se roku 917 prohlásil císařem říše Velká Jüe. Následující rok přejmenoval stát na Velká Chan, přičemž si nárokoval původ od vládnoucího rodu říše Chan (202 př. n. l. – 220 n. l.). Ovládané země postupně vzrostly i o moderní provincii Kuang-si.
Liou Jen si nárokoval i Annam (moderní severní Vietnam), ale ten kontrolovali místní vojevůdci. Roku 930 podnikl do Annamu invazi, ale už následující rok byla chanská vojska v Annamu rozdrcena místním povstáním pod vedením Duong Dinh Nghea. Liou Jen, neschopen zvládnout situaci vojensky, ji vyřešil stažením vojsk a udělením titulu ťie-tu-š’ Duong Dinh Ngheovi; poté byl Annam fakticky nezávislý. Vztahy se sousedním státy Min a Čchu se pohybovaly od přátelských stvrzených sňatky mezi vládnoucími rodinami a k nepřátelství a ozbrojeným srážkám. Liou Jin a Liou Jen na ovládaném území budovali administrativu přičemž se opírali o vzdělané civilní úředníky, často emigranty ze severu Číny. Vláda Jižní Chan podporovala obchod, Kanton byl důležitým obchodním centrem a nejvýznamnějším přístavem Číny a přinášel chanské vládě velké bohatství.
Roku 942 po úmrtí Liou Jena nastoupil na trůn jeho syn Liou Fen, následujícího roku zavražděný svým bratrem a nástupcem Liou Šengem. Roku 948 Liou Šeng zaútočil na Čchu a dobyl deset krajů. Roku 958 vládu převzal Liou Šengův syn Liou Čchang, které více než vláda zajímalo pití a perské krásky. Za jeho panování upadla bojeschopnost chanské armády, silný vliv na řízení státu získali císařští eunuchové.
Na podzim 970 zaútočila na Jižní Chan armáda říše Sung. Sungská vojska porazila chanské oddíly v několika bitvách a do března 971 bez větších potíží zabrala celou zemi.

## Panovníci
| Jméno                                                  | Jméno          | Jméno                                             | Portrét | Narození Úmrtí | Vláda   | Éra vlády                                                                    |
| posmrtné                                               | chrámové       | příjmení a osobní jméno                           | Portrét | Narození Úmrtí | Vláda   | Éra vlády                                                                    |
| ------------------------------------------------------ | -------------- | ------------------------------------------------- | ------- | -------------- | ------- | ---------------------------------------------------------------------------- |
| Tchien-chuang ta-ti 天皇大帝                           | Kao-cu 高祖    | Liou Jen 劉龑                                     |         | 889–942        | 917–942 | Čchien-cheng (乾亨, 917-924) Paj-lung (白龍, 925-927) Ta-jou (大有, 928-942) |
| Šang-chuang-ti 殤皇帝                                  |                | Liou Fen (劉玢) původně Liou Chung-tu (劉宏度)    |         | 920–943        | 942–943 | Kuang-tchien (光天, 942-943)                                                 |
| Wen-wu kuang-šeng ming-siao chuang-ti 文武光聖明孝皇帝 | Čung-cung 中宗 | Liou Čcheng (劉晟) původně Liou Chung-si (劉宏熙) |         | 920–958        | 943–958 | Jing-čchien (應乾, 943) Čchien-che (乾和, 943–958)                           |
| Šang-chuang-ti 殤皇帝                                  |                | Liou Čchang (劉鋹) původně Liou Ťi-sing (劉繼興)  |         | 942–980        | 958–971 | Ta-pao (大寶, 958-971)                                                       |
| 1.                                                     |                |                                                   |         |                |         |                                                                              |

Liou Čchang je znám jako Poslední vládce Jižní Chan ( 南漢後主, Nan Han chou-ču).